# Лупиниця
Лупиниця (словен. Lupinica) — поселення в общині Шмартно-при-Літії, Осреднєсловенський регіон, Словенія. 
Висота над рівнем моря: 326 м.